# Трг Светог Саве (Краљево)
Трг Светог Саве је један од градских тргова у Краљеву. Налази се на самом почетку Карађорђеве улице, са десне стране, док се у непосредној близини налазе улице Танаска Рајића и Војводе Степе. Са трга се може ући у зграду Народног музеја, Дом војске, односно порту Саборне цркве. Наспрам трга, са друге стране Карађорђеве улице, налази се Историјски архив, односно Парк Светог Саве, у ком је смештен Господар Васин конак.

## Историјат

### Оснивање и назив
Градско језгро Карановца, како се у историји називало Краљево, формирало се између Старе чаршије и Вароши, у којој су се одвијале занатска и трговачка делатност. Томе је допринело подизање Цркве Свете Тројице током 20-их година 19. века, односно зграде Окружног начелства и суда, као и Господар Васиног конака током наредне деценије. До краја истог столећа изграђено је здање у ком је била смештена Ратарска школа, основна школа „Четврти краљевачки батаљон”, као и прва краљевачка Реална гимназија. Објекат који је служио за смештај тадашњег Духовног суда, подигнут је наспрам те зграде. Обе зграде су у наредним деценијама мењале намену, док је простор између њих такође мењао изглед. Мештани околних села, који су довозили робу за продају, пијачнину су плаћали на том месту, а током борби у Другом светском рату устаници су тенковима доспели до тог дела града. После ослобођења Краљева, поново је дошло до размештаја институција у околним зградама, а последња од њих подигнута је зграда Дома Југословенске народне армије. На свечаној седници извршног Градског одбора, одржаној 28. новембра 1945, донета је одлука да се до тада неименовани простор назове Сквер 29. новембар, на дан ослобођења Краљева у Другом светском рату, а тог датума је касније прослављан и Дан Републике.

### Новији период

#### Уклањање тенка
Према сведочењима из борби за ослобођење Краљева, здружене снаге покрета отпора пробиле су се тенковима до центра града. Тенкови су раније одузети у борбама против окупационих снага и прилагођени у погонима који су били под контролом локалних устаника. Један од тенкова позиционирао се на простору између Дома ЈНА и Цркве Свете Тројице. Иако је састав посаде оклопног возила често довођен у питање, на том месту је 1964. године постављен споменик „Првом партизанском тенку”. Простор је уређен по идеји Александра Васиљевића, а на постамент је постављен тенк марке Стјуарт из Гарнизона ЈНА у Краљеву. Међутим, први споменик тенку био је постављен 1951, на десетогодишњицу догађаја, са постаментом у облику зарубљене пирамиде, макетом тенка на врху и плочом на којој је писало да су дотле стигли први тенкови Народноослободилачке војске.
Терен је тако био уређен до прве деценије 21. века, а 2008. почела је реконструкција читавог простора, која је претходно одлагана услед несугласица. Дана 27. јуна те године године са постамента је уклоњен је тенк, заједно са топом који се налазио у парку са друге стране Карађорђеве улице. За радове је из буџета града планирано 15 милиона динара. На конкурсу је изабрано решење групе аутора из Београда.
По завршетку радова највећи део простора прекрио је бетон, а иницијална идеја била је да фонтана испред Музеја буде музичка. Међутим, од тога се одустало због подељених мишљења по питању избора музике, а сама функционалност фонтане зависила је од средстава која су одвајана за њено одржавање. Први међу разлозима за уклањање обележја биле су честе поделе у друштву по питању тога чији су тенкови који су ушли у Краљево, с обзиром на то да су припадници Југословенске војске у отаџбини били обучени тенкисти. Тенк је измештен у касарну у насељу Јарчујак.

#### Касније иницијативе
Сам споменик је током вишедеценијског постојања на том месту постао значајан за велики број грађана Краљева, где су се одржавали састанци и скупови. Због тога су у годинама након реконструкције трга постојале иницијативе да се тенк врати на трг који је понео име Светог Саве. Међутим, надаље су се задржале разлике у ставовима по питању тога да ли је тенк био симбол борбе за слободу, или братоубилачког рата.
Простор испред Музеја, који је пре реконструкције служио као паркиралиште, затворен је за саобраћај, а касније је коришћен као летња позорница за извођење културних манифестација, попут међународног фестивала Џезибар. Због саме конфигурације терена, укључујући степениште и бетонске баријере, а услед недостатка одговарајућег простора, односно скејт парка у граду, Трг Светог Саве је након обнове коришћен и за такве активности.
Средином 2018. појавила се информација да је усвојена иницијатива председника Републике Србије, Александра Вучића, да се на Тргу Светог Саве изгради споменик Стефану Првовенчаном. За извођење радова планирано је издвајање 10 милиона динара. Према истој одлуци, за председника Одбора за постављање споменика изабран је Никола Селаковић, а као његов заменик градоначелник Краљева, Предраг Терзић. Са друге стране, представници удружења грађана Словенско друштво залагали су се да се на тргу постави споменик светитељу чије име носи. Предраг Терзић је у вези са тим рекао да у граду не постоји обележје названо по Стефану Првовенчаном, те да није неопходно да на тргу буде постављен споменик Светом Сави. Своје тумачење је упоредио са Спомеником кнезу Михаилу, који се налази на Тргу републике. На интернету је, пак, спроведена анкета у којој су се грађани Краљева већински изјаснили за враћање тенка, према узорку нешто више од хиљаду гласова.